# Heile Welt
Heile Welt è un film del 2007 diretto da Jakob M. Erwa.

## Trama
La trama mostrata nel film è composta da quattro episodi intrecciati, la maggior parte dei quali raccontati in momenti diversi.
Klaus Bolz fugge di casa e insieme a Jolly, fuggito dal collegio, si reca a Graz, dove i due trascorrono la giornata con la banda di Jolly. Jolly, Bolz ed Elli, la ragazza di Jolly, vengono infine prelevati dalla polizia a tarda notte. Quando la polizia riporta Jolly a sua madre, la donna non lo lascia entrare in casa. Dopo che Klaus ha minacciato la polizia con una pistola; i tre fuggono di nuovo.
Gabi, la madre di Jolly, decide di lasciare il figlio in collegio nel fine settimana per avere più tempo libero per sé. Esce con un amico e incontra il suo capo Helmut, con il quale trascorre il resto della serata in discoteca e della nottata a casa. Quando la polizia giunge per riconsegnargli il figlio, la donna non lo fa entrare in casa. In seguito, pentitasi del gesto, si reca alla stazione di polizia. Sulla via del ritorno, viene investita da un'auto.
Karin Bolz, la madre di Klaus, viene minacciata dal figlio, tornato a casa a tarda notte, e costretta a dargli il suo libretto di risparmio. Il giorno successivo, la donna si reca in ospedale a fare visita alla madre gravemente malata. Quando più tardi la donna muore, Karin, non sapendo dove andare, decide di passare la notte in ospedale.
Jolly si precipita in ospedale con Klaus ed Elli, dove i medici informano lui e suo padre che Gabi è in condizioni critiche. Klaus incontra la madre in ospedale, ma decide di non accompagnarla a casa e di restare ad aspettare Jolly.
La prostituta Lara incontra il cieco Frank mentre la banda di Jolly si prende gioco della sua impotenza. Lei gli offre il suo aiuto e i due finiscono per passare la giornata insieme e fare un'escursione nella natura. A tarda notte tornano a Graz entrambi ubriachi.

## Riconoscimenti
- 2007 - Oldenburg Film Festival
  - Miglior film tedesco

- 2007 - Max Ophüls Festival
  - Nomination Max Ophüls Award

- 2007 - First Steps Awards
  - Nomination First Steps Award

- 2007 - Diagonale
  - Diagonale Grand Prize

- 2007 - Valladolid International Film Festival
  - Nomination Miglior film